# Entrée (balé)
A entrée de ballet (em inglês: entrance) é uma coreografia que representa a entrada de um ou mais personagens no balé (o começo da dança de um personagem); é uma cena independente de um balé da corte, um entretenimento, um balé-comédia, um balé-ópera ou mesmo uma tragédia lírica, que reúne vários bailarinos entrando e saindo do palco.
O entrée é a primeira das cinco partes do grand pas de deux; é também a primeira das quatro partes do pas de trois. como por exemplo: o entrance do grand pas de deux de Dom Quixote (de 10” até 1’27”) e o entrance do pas de trois de O lago dos cisnes (até 2’01”).
Nos séculos XVII e XVIII, a dança barroca distingue vários tipos de entradas, de acordo com o estilo dos passos: sérieuse, grave, bouffonne ou grotesque (sério, grave, bufão ou grotesco). Em suas coleções de danças, Raoul-Auger Feuillet qualifica as entradas que descreve de acordo com o número de personagens e, às vezes, de gênero: Entrée seul, Entrée pour une femme, Entrée à deux, etc.

Há entrée que se assemelham às variações, como o de Kitri. Outros são pas de deux, como o de Odette, alguns são de solistas, como o entrance das fadas de A Bela Adormecida, há também entrée do corpo de baile (até 3′) como em O lago dos cisnes.